# Nazarena Viola
Nazarena Denise Viola (Mercedes, Buenos Aires, Argentina; 7 de febrero de 2005) es una futbolista argentina. Juega de delantera en Racing Club de la Primera División A de Argentina.

## Trayectoria

### Inicios
Surgió de las divisiones inferiores de Estudiantes de Mercedes donde disputó la Liga Mercedina de Fútbol.

### River Plate
Llega a River a sus 13 años de edad. En El Millonario disputa torneos nacionales e internacionales con la reserva sin llegar a debutar en primera. Fue campeona de la Liga de Desarrollo Sub-14 en 2018.

### Racing Club
En 2021 llega a La Academia donde integra la reserva y tiene algunas citaciones con el primer equipo. En mayo de 2021 debuta oficialmente en el equipo y como profesional. En enero de 2023 firma su primer contrato profesional con el club.

## Selección nacional
En 2019 fue parte de la Selección Sub-15. En octubre de 2021 fue citada para la pre-selección de Argentina Sub-17. En marzo de 2022 es convocada a la Selección Argentina Sub-20.

## Estadísticas

### Clubes
| Club                    | País      | Año             |
| ----------------------- | --------- | --------------- |
| Estudiantes de Mercedes | Argentina | ???? - 2018     |
| River Plate (reserva)   | Argentina | 2018 - 2021     |
| Racing Club             | Argentina | 2021 - presente |